# لی دانگ گان
لی دانگ گان (به انگلیسی: Lee Dong-gun) بازیگر و خواننده اهل کره جنوبی است که در ماه جولای سال ۱۹۸۰ زاده شده‌است.

## زندگی هنری
اولین حضور او در صنعت سرگرمی به سال ۱۹۸۰ به عنوان خواننده بر می‌گردد. هرچند او توانست با بازی در درام‌های تلویزیونی مثل عروس ۱۸ ساله، عاشقان در پاریس، و سریال شیشه رنگی به عنوان بازیگر نیز به شهرت زیادی برسد.
او دارای دو آلبوم “ Time to Fly ” (۱۹۹۸) و “Much More” (۲۰۰۰)است. با اینکه او توجه خیلی زیادی را جلب کرد، اما محبوبیت او به عنوان یک خواننده زیاد ماندگار نشد.
شخصیت سینمایی او از وقتی آغاز شد که او به عنوان مهمان در مجموعهٔ کره‌ای “Three Friends” ایفای نقش کرد. با اینکه نقش او در این مجموعه بسیار کوتاه بود، اما بارقه‌های جدیدی از نور را در زندگیش پدیدآورد. حضور او در درام "Lovers in Paris" بخشی از راه را برای موفقیت او به عنوان یک بازیگر هموار کرد.
او یک بار گفته حرفهٔ خوانندگی او مانند یک چرخ است که او گاه بالاست و گاه پایین، و اگر به خاطر بازیگری نبود، او کل این کار را رها کرده بود. با آنکه او شروع به تمرکز روی حرفهٔ بازیگری اش کرده، اما باز هم در موسیقی‌های اصلی درام "شیشه رنگی" و فیلم‌های "My Boyfriend is Type B" و "Changing Partners. سهیم شده‌است.
در ماه مه سال ۲۰۰۸ او با آلبومی که توسط سونی رکوردز تهیه شده بود به خاطر طرفداران ژاپنی اش به صحنهٔ خوانندگی بازگشت.
همچنین با یک درام در MBC در نقش Kim Sun Ah به نام "When It's At Night". دوباره بازگشت.
او در سال 2019 با سریال آخرین مأموریت فرشته: عشق در قاب تلویزیون درخشید.

## زندگی شخصی
در تاریخ ۲۰ مارس ۲۰۰۸، برادر ۱۹ سالهٔ لی، یعنی لی جون یوب، دانشجوی دانشگاه سیدنی، در نزاعی با دو عضو نوجوان یک باند به‌طور مرگباری چاقو خورد و جان خود را از دست داد. دوست وی به نام سونگ جونگ هو نیز در این حادثه زخمی شد اما توانست جان سالم به در ببرد. لی به سیدنی سفر کرد تا جسد برادرش را شناسایی کند و در مراسم تشییع جنازه در دانشگاه شرکت کند. پس از سوختانده شدن جسد نیز، خانواده لی، خاکستر لی جون یوب را به سئول بازگرداندند.

### خدمت سربازی
لی در تاریخ ۱۵ ژوئن ۲۰۱۰ در سپاه ۱۰۲ در چونچون، استان گانگون برای چهار هفته آموزش پایه و سپس ۲۱ ماه خدمت فعالیت اجباری نظامی به عنوان سرباز عضو شد.

### روابط و ازدواج
در ۲۸ فبریه ۲۰۱۷، رابطه بین لی دونگ گان با جو یون هی تأیید شد. در ۲ ماه می، لی اعلام کرد که ازدواج آن‌ها به ثبت رسیده و منتظر اولین فرزند خود هستند. این زوج، مراسم عروسی خود را به صورت خصوصی در ۲۹ سپتامبر برگزار کردند و در ۱۴ دسامبر ۲۰۱۷ صاحب فرزند شدند. در ۲۹ ماه می سال ۲۰۲۰، آن‌ها از یکدیگر به دلیل ناسازگاری طلاق گرفتند.

## دیسکوگرافی

### آلبوم‌ها
زمان پرواز و خیلی بیشتر دو آلبوم موسیقی او به زبان کرده‌ای هستند که در سال ۱۹۹۸ و دیگری در ۲۰۰۰ انتشار پیدا کردند. همچنین، او سه آلبوم موسیقی به زبان ژاپنی نیز دارد که شامل شروع زیبا (۲۰۰۵)، بیوگرافی من (۲۰۰۸)، و کلیدی برای رسیدن به من (۲۰۰۹) است.
تک آهنگ‌ها
آهنگ «موزیک سالادی» که به صورت فیت و مشترک با یون اون-هه خوانده شد.

## جوایز و نامزدی
نامزد بهترین بازیگر در جوایز درامای کی بی اس در سال ۲۰۰۴
دریافت جایزه بهترین بازیگر برجسته در جوایز درامای اس بی اس در سال ۲۰۰۴
برنده جایزه معروف‌ترین بازیگر در جوایز هنری بکسانگ در سال ۲۰۰۵